# Gordon Rapp

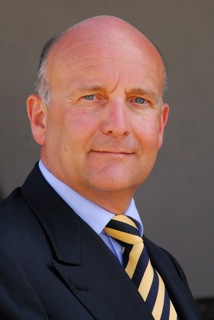
Gordon Rapp

Gordon Rapp (* 17. Juni 1957 in Bad Wimpfen) ist ein deutscher Rechtsanwalt, Insolvenzverwalter und Sportfunktionär. Er war von 2000 bis 2014 Präsident des Deutschen Fechter-Bundes. Des Weiteren ist er Lehrbeauftragter der Universität Mannheim.

## Leben und berufliche Karriere
Gordon Rapp wurde 1957 in Bad Wimpfen (Baden-Württemberg) geboren. Er ist mit Rechtsanwältin und Insolvenzverwalterin Sabine Rapp verheiratet. Das Ehepaar hat zwei erwachsene Kinder.
1977 nahm Rapp das Studium der Rechtswissenschaften an der Universität Heidelberg auf, welches er 1982 mit der Ersten und 1985 mit der Zweiten Juristischen Staatsprüfung abschloss. Während des Studiums wurde er Mitglied der Burschenschaft Frankonia Heidelberg. Seit 1986 ist er als Rechtsanwalt zugelassen. Bereits ab 1984 arbeitete Rapp in der Kanzlei Wellensiek in Heidelberg als Assistent. Bis 1991 betreute er dort selbstständig Mittel- und Großverfahren in der gesamten Bundesrepublik. Von 1991 bis 1994 war Gordon Rapp Partner der Frankfurter Wirtschaftskanzlei Paul, Paul & Schmitt.
Im April 1994 gründete er die Rechtsanwaltskanzlei Rapp Wolff Rechtsanwälte, die bis heute über mehrere Standorte, unter anderem in Heidelberg, Frankfurt, Dresden, Berlin und Leipzig verfügt. Bis heute ist Rapp Seniorpartner der Kanzlei und in dieser ausschließlich als Gutachter, Unternehmens-Insolvenzverwalter, Liquidator und Treuhänder, in weit mehr als 1000 Fällen, tätig. Daneben wurde er in diverse Aufsichts- und Beiratsfunktionen gewählt. So war er bei der IFM Immobilien AG, einer im Prime Standard gelisteten AG, deren stellvertretender Aufsichtsrat-Vorsitzender und von 2011 bis 2012 deren Vorsitzender.
Im Jahr 2006 wirkte Rapp an der Gründung des Zentrums für Insolvenz und Sanierung an der Universität Mannheim mit. Seitdem ist er Vorstandsmitglied des Vereins, welcher der Förderung wissenschaftlicher Forschung und der Aus- und Weiterbildung im Bereich des Insolvenz- und Sanierungsrechts dient. Seit 2008 ist Rapp Lehrbeauftragter für Insolvenzrecht an der Universität Mannheim.

## Sportliches und Ehrenamtliches Engagement
Als sein Sohn Christoph Rapp das Fechten im Fechtclub Neckargemünd 1991 begann, entdeckte auch Gordon Rapp seine Leidenschaft für den Fechtsport. Nachdem er Vizepräsident des Nordbadischen Fechterbundes war, wirkte er von 1998 bis 2000 als Vizepräsident Finanzen im Deutschen Fechter-Bund (DFB).
Als er 2000 zum Präsidenten des Deutschen Fechter-Bundes gewählt wurde, sah Rapp sich mit finanziellen Notsituationen des Verbands konfrontiert, die sich infolge finanzieller Probleme und einer Krise um den ehemaligen Cheftrainer des DFB ergaben. Er wählte für sein Präsidentschaftsamt das Motto „Evolution statt Revolution“ und setzte sich das Ziel einer professionellen Führung und Führungsstruktur des Deutschen Fechter-Bundes. Durch das Einbringen seines juristischen Fachwissens führte Rapp den DFeB durch die Krise und modernisierte ihn durch Restrukturierung. Nach 14 Jahren im Amt des Präsidenten verzichtete Rapp 2014 auf eine erneute Kandidatur. Im selben Jahr wurde er zum Ehrenpräsidenten des DFeB ernannt.
Ebenfalls war Rapp als Mitglied der Struktur- und Satzungskommission an dem Zusammenschluss des Nationalen Olympischen Komitees (NOK) und des Deutschen Sportbundes (DSB) zum Deutschen Olympischen Sportbund (DOSB) im Jahr 2006 wesentlich beteiligt. Vor der Fusion, in den Jahren von 2002 bis 2006, war Rapp als Vizepräsident des NOK und Mitglied des Bundesausschusses für Leistungssport im Deutschen Sportbund tätig.
2003 wurde Rapp Richter am Internationalen Sportgerichtshof (CAS) in Lausanne. Dort befasst er sich mit Sportschiedsgerichtsverfahren. Des Weiteren war er 2010 Legal Advisor des Europäischen Fecht-Verbands. Zudem war er Präsident des Organisationskomitees zu den Fechtweltmeisterschaften 2005 und 2017 sowie zu den Fechteuropameisterschaften 2010. Darüber hinaus engagiert sich Rapp als Präsidiumsmitglied des Olympiastützpunktes der Metropolregion Rhein-Neckar, Mitglied der Legal Commission der International Fencing Federation (FIE) und Mitglied der Association of Summer Olympic International Federations Legal Consultative Group (ASOIF).
Rapp ist Gründungsmitglied der Gemeinnützigen Gesellschaft Striesen Pentacon (1991), welche sich für die Integration älterer Menschen in eine Gemeinschaft einsetzt und Hilfe bei der Vorbereitung auf das Alter und für ältere Arbeitslose bieten möchte. Ebenso ist Rapp Gründungsmitglied des Vereins Positiv Fürstenwalde (1993). Der Verein ist Mitglied des Paritätischen Wohlfahrtverbandes, anerkannter Träger der freien Jugendhilfe und Mitglied im Trägerverbund öffentlich geförderter Arbeit Dresden.

## Ehrungen und Auszeichnungen
Das Bundesverdienstkreuz am Bande erhielt Rapp 2001 für den Erhalt von 4000 Arbeitsplätzen bei der Restrukturierung des Unternehmens Pneumant Reifen- und Gummiwerke Fürstenwalde AG.
2008 erhielt Rapp die Ehrennadel des Württembergischen Fechterbundes. Im Mai 2016 wurde Rapp für seine Verdienste um den deutschen Sport mit der Ehrennadel des Deutschen Olympischen Sportbundes geehrt.

## Veröffentlichungen
- Sanierungen unter dem Schutzschirm der Insolvenzordnung – Bessere Chancen der Unternehmenssanierung durch das ESUG. In: Concentro Management AG (Hrsg.): Turnaround & Investment Guide. 3. Auflage. 2012.
- mit Felice-Alfredo Avella, Ralph Brinkmann: § 252 Allgemeine Bewertungsgrundsätze. In: Bertram/Brinkmann/Kessler/Müller (Hrsg.): Haufe HGB Bilanz Kommentar. 3. Auflage. 2012.
- Staatlich geförderte Insolvenz. In: Financial Times Deutschland, 29. September 2010.
- Auswirkungen der Europäischen Insolvenzordnung auf die Insolvenzabwicklung. KSI cc1/07, S. 18–25.
- Maxhütte – mehr als ein Stahlwerk. Wachter Verlag, 2005.
- mit Kilian Bauer: Die Rückforderung gemeinschaftsrechtswidrig gewährter Beihilfen im Insolvenzverfahren. KTS 2001, S. 1–43.
- Pneumant. Eigenverlag.